# Kimmo Pohjonen
Kimmo Pohjonen (16 augustus, 1964) is een Finse accordeonspeler. Pohjonen maakt gebruik van accordeon, stemmen, effecten, surround sound en een lichtshow om bijzondere concertervaringen te creëren.
Zijn muzikale repertoire omvat een veelheid aan muziekstijlen, waaronder folk, dance, klassieke muziek en rock. Zijn studies aan de vooruitstrevende en innovatieve folkafdeling van de Sibeliusacademie in Helsinki waren van doorslaggevend belang in zijn ontwikkeling tot de creatief veelzijdige musicus en artiest die hij heden ten dage is. 
Kimmo Pohjonen kreeg twee keer opeenvolgend een vijfjarige artiestentoelage van de Finse staat. In 2000 en 2001 werd hij door het Finse jazztijdschrift Jazz Rytmit uitgeroepen tot accordeonist van het jaar. Tevens ontving hij de muziekprijs van de Noordse Raad.

## Projecten

### Ottopasuuna
In de groep Ottopasuuna bracht hij traditionele muziek in een modern jasje. De groep bestond naast Pohjonen uit violist Kari Reiman (Värttinä), mandolinespeler Petri Hakala en fluitist Kurt Lindblad. Het album was het eerste van de "nieuwe Finse folkscene" dat in de Verenigde Staten werd uitgebracht.

### KTU
KTU is een trio met de Texanen Pat Mastelotto en Trey Gunn van de Britse rockband King Crimson. Het eerste album, 8 Armed Monkey, werd uitgebracht in 2005 en bevat bijdragen van sample-grootmeester Samuli Kosminen. Het tweede album, Quiver, werd in februari 2009 uitgebracht in Europa, Japan en Amerika.

### Kluster
Pohjonen werkt voor Kluster samen met Samuli Kosminen (die ook bekend is van de IJslandse band múm) en Juuso Hannukainen. Kluster staat erom bekend zijn optredens volledig te improviseren, volgens Pohjonen om het voor hemzelf spannend te houden.

### Uniko
Kluster werkt samen met het Kronos Quartet in het Unikoproject, dat optredens gaf in Helsinki, Moskou en op het jazzfestival van Molde, Moldejazz. 

### K3: Pohjonen, Kämäräinen, Kuoppamäki
K3 is een trio met drummer Sami Kuoppamäki en gitarist Timo Kämäräinen. Het recentste optreden was een uitverkochte voorstelling in Helsinki op het Viapori Jazz Festival in augustus 2009.

### Pohjonen/Echampard
Een ander improvisatieproject, waarin Pohjonen samenwerkt met de Franse drummer Eric Echampard. Zij gaven het album Uumen uit en traden op in Finland, Frankrijk, Estland, Noorwegen en Nederland.

### Earth Machine Music
Het project Earth Machine Music is een liveconcertprogramma waarin Pohjonen samenwerkt met landbouwers op boerderijen, en waarin de accordeon wordt samengebracht met echt en gesampled geluid van landbouwwerktuigen en andere geluiden. Earth Machine Music ging van start in het Finse Rämsöö in 2006, toerde door het Verenigd koninkrijk in mei 2008 en keerde terug naar Finland in augustus 2008 in het festival "Motorsymfonie" in Rämsöö. In 2009 toerde Earth Machine Music door Australië.

### Kelavala
Een improvisatietrio bestaande uit Reijo Kela, Heikki Laitinen (zang) en Kimmo Pohjonen (accordeon), dat in 2009 zijn twintigste verjaardag vierde.

### Animator
Animator bestaat uit Pohjonen met live, met de computer gegenereerde visuele effecten van multimedia-artiest Marita Liulia en live videomixen van Antti Kuivalainen. Er werd opgetreden in Helsinki, Wenen, Düsseldorf en eind 2005 in Portugal.

### Manipulator
Het project Manipulator uit 2002 bestond uit multimedia-artieste Marita Liulia en danser-choreograaf Aki Suzuki en trad op in Helsinki, Zweden en België. Het optreden in Helsinki bestond uit een over drie dagen gespreide, telkens zes uur durende, geïmproviseerde show, achttien uur in totaal.

### Overige projecten
Het bijproject Pinnin Pojat bestond uit de violist Arto Järvelä van de folkgroep JPP en de van de Sibeliusacademie afkomstige groep Ottopasuuna.
Pohjonen componeerde muziek voor een Zweedse dansvoorstelling van choreografe Lisa Torun. Pohjonen werkte in Parijs in juni 2006 ook samen met de dansers en choreografen Tero Saarinen en Carolyn Carlson.
Daarnaast blijft Pohjonen ook regelmatig solo-optredens verzorgen.

## Filmmuziek
Pohjonen heeft voor drie films de muziek gecomponeerd en uitgevoerd: voor de Britse korte film Flickerman and the Ivory-Skinned Woman, voor de Russische film Majak en, tezamen met Samuli Kosminen, voor een Fins-Chinese film. 
Pohjonen en Kosminen schreven ook de muziek voor de "circustheatervoorstelling" Keskusteluja.

## Discografie
- 1999: Kielo
- 2002: Kluster
- 2002: Kalmuk
- 2002: Kalmuk DVD Symphony
- 2004: Iron Lung
- 2005: Uumen — Kimmo Pohjonen, Eric Echampard
- 2005: 8 Armed Monkey — KTU
- 2009: Quiver — KTU
- 2011: Uniko — Kimmo Pohjonen, Samuli Kosminen, Kronos Quartet